# フレッド・クハウルア
フレッド・マヘレ・クハウルア（Fred Mahele Kuhaulua、1953年2月23日 - 2021年9月20日）は、アメリカ合衆国ハワイ州出身の元プロ野球選手（投手）。日本での登録名はフレッド。

## 来歴・人物
1977年にカリフォルニア・エンゼルスに昇格、3試合の登板にとどまったが3Aでは9勝5敗の成績をマークした。1978年に中日ドラゴンズに入団した。当時現役だった大相撲力士・高見山の従兄弟ということで話題になった。
開幕直後に来日し二軍で初登板して白星を挙げたが、投球内容では首脳陣の期待に応えられず、一軍初登板は4月30日まで無かった。威圧感に欠けるフォームで、スピード不足で二軍の投手コーチを務めていた権藤博からは「球威がない」と前途多難を匂わせていたが、一軍昇格後に一軍投手コーチだった稲尾和久の指導を受け、手先だけで投げていたフォームから体全体を活かしたフォームに改造。すると、投球内容が若干向上し、9月22日の対巨人戦で完投勝利をあげるなど、先発ローテーションに入って3勝を挙げた。しかし、翌年に向けて新外国人打者（ギャレット弟、ジョーンズ）を補強する方針のため、この年限りで解雇され退団した。
翌1979年から2年間サンディエゴ・パドレス傘下の3Aで過ごした後、1981年9月に昇格し、主に先発として大リーグ復帰を果たした。10月1日のドジャース戦では8イニングを無失点に抑えてメジャー初勝利をあげた。この試合がメジャーでの最後の登板となり、翌年は再び3Aに戻り、この年限りで引退した。
球種・ストレート、スライダー、カーブ、シュート、決め球はフォーク。
温厚な性格で真面目で練習熱心な選手だった。

## 詳細情報

### 年度別投手成績
| 年 度    | 球 団    | 登 板 | 先 発 | 完 投 | 完 封 | 無 四 球 | 勝 利 | 敗 戦 | セ 丨 ブ | ホ 丨 ル ド | 勝 率 | 打 者 | 投 球 回 | 被 安 打 | 被 本 塁 打 | 与 四 球 | 敬 遠 | 与 死 球 | 奪 三 振 | 暴 投 | ボ 丨 ク | 失 点 | 自 責 点 | 防 御 率 | W H I P |
| -------- | -------- | ----- | ----- | ----- | ----- | -------- | ----- | ----- | -------- | ----------- | ----- | ----- | -------- | -------- | ----------- | -------- | ----- | -------- | -------- | ----- | -------- | ----- | -------- | -------- | ------- |
| 1977     | CAL      | 3     | 1     | 0     | 0     | 0        | 0     | 0     | 0        | --          | ----  | 40    | 6.1      | 15       | 1           | 7        | 0     | 0        | 3        | 2     | 0        | 11    | 11       | 15.63    | 3.47    |
| 1978     | 中日     | 25    | 10    | 1     | 0     | 0        | 3     | 4     | 0        | --          | .429  | 331   | 72.2     | 75       | 9           | 45       | 1     | 1        | 52       | 2     | 0        | 43    | 35       | 4.32     | 1.65    |
| 1981     | SDP      | 5     | 4     | 0     | 0     | 0        | 1     | 0     | 0        | --          | 1.000 | 119   | 29.1     | 28       | 1           | 9        | 1     | 0        | 16       | 1     | 0        | 10    | 8        | 2.45     | 1.26    |
| MLB：2年 | MLB：2年 | 8     | 5     | 0     | 0     | 0        | 1     | 0     | 0        | --          | 1.000 | 159   | 35.2     | 43       | 2           | 16       | 1     | 0        | 19       | 3     | 0        | 21    | 19       | 4.79     | 1.65    |
| NPB：1年 | NPB：1年 | 25    | 10    | 1     | 0     | 0        | 3     | 4     | 0        | --          | .429  | 331   | 72.2     | 75       | 9           | 45       | 1     | 1        | 52       | 2     | 0        | 43    | 35       | 4.32     | 1.65    |

### 記録
NPB
- 初登板：1978年4月30日、対阪神タイガース4回戦（阪神甲子園球場）、8回裏に3番手で救援登板・完了、1回無失点
- 初奪三振：同上、8回裏に佐野仙好から
- 初先発：1978年5月21日、対読売ジャイアンツ10回戦（後楽園球場）、5回4失点（自責点1）で敗戦投手
- 初勝利・初先発勝利：1978年6月18日、対阪神タイガース13回戦（ナゴヤ球場）、6回1失点
- 初完投勝利：1978年9月22日、対読売ジャイアンツ24回戦（ナゴヤ球場）、9回1失点
- 初安打：1978年6月28日、対読売ジャイアンツ13回戦（後楽園球場）、3回表に小林繁から

### 背番号
- 31 （1977年）
- 42 （1978年）
- 51 （1981年 - 同年途中）
- 41 （1978年途中 - 同年終了）